# Campionats del món de ciclocròs de 2018
Els Campionats del món de ciclocròs de 2018 van ser la 69a edició dels Campionats del món de ciclocròs. Les proves tingueren lloc el 3 i 4 de febrer de 2018 a Valkenburg, als Països Baixos.

## Organització
Els Campionats del món van ser organitzats sota els auspicis de la Unió Ciclista Internacional. Va ser la vuitena vegada que els Països Baixos acollien els campionats del món. El darrer cop havia estat el 2014.

## Resultats

### Homes
| Proves  | Or                  | Plata                        | Bronze                     |
| Elit    | Wout Van Aert (BEL) | Michael Vanthourenhout (BEL) | Mathieu van der Poel (NED) |
| Sub-23  | Eli Iserbyt (BEL)   | Joris Nieuwenhuis (NED)      | Yan Gras (FRA)             |
| Júniors | Ben Tulett (GBR)    | Tomáš Kopecký (CZE)          | Ryan Kamp (NED)            |

### Dones
| Prova  | Or                  | Plata                            | Bronze              |
| Elit   | Sanne Cant (BEL)    | Katie Compton (USA)              | Lucinda Brand (NED) |
| Sub-23 | Evie Richards (GBR) | Ceylin del Carmen Alvarado (NED) | Nadja Heigl (AUT)   |